# NGC 3733
NGC 3733 este o intermediate spiral galaxy⁠(d) situată în constelația Ursa Mare. A fost descoperită în 14 aprilie 1789 de către William Herschel. Se află la o distanță de 21,78 de megaparseci de Pământ.